# Kudriavite
La kudriavite è un minerale.